# Leonardo Ferreira da Silva
Leonardo Ferreira da Silva (* 19. Juli 1980 in Alagoinhas), auch als Léo bekannt, ist ein ehemaliger brasilianischer Fußballspieler.

## Karriere
Léo begann seine Karriere bei Corinthians Alagoano. Seine erste Auslandsstation hatte er 2003 in Polen bei GKS Katowice. Über Brasiliense FC in seiner Heimat kam er 2004 in die Vereinigten Arabischen Emirate zu Al Shabab. Nachdem er wieder in die Heimat zurückgekehrt war, spielte er bei CA Bragantino und Grêmio Esportivo Jaciara. 2006 wechselte er zum SCR Altach, wo er im ersten Jahr stark aufspielte und lange Zweiter der österreichischen Torschützenliste war. 2008 ging er nach Norwegen zu Ham-Kam. Im Januar 2009 kehrte er nach Österreich zurück und unterschrieb einen Vertrag beim österreichischen Zweitligisten SV Grödig, den er im Sommer nach dem Abstieg wieder verließ.
Nach Stationen in bei South China AA Hongkong, Yangon United auf Myanmar, Smouha SC in Ägypten, EC Avenida in Brasilien, FC Balzers in Liechtenstein stand Leo zuletzt 2017 beim österreichischen Verein SC Göfis unter Vertrag.

## Erfolge
South China AA
- Hong Kong First Division League (2009/10)
- Hong Kong Senior Challenge Shield (2009/10)

Brasiliense FC
- Distriktmeisterschaft von Brasília (2004)